# Rafael Guillén
Rafael Guillén (Granada, 27 aprile 1933 – Granada, 4 maggio 2023) è stato un poeta spagnolo.

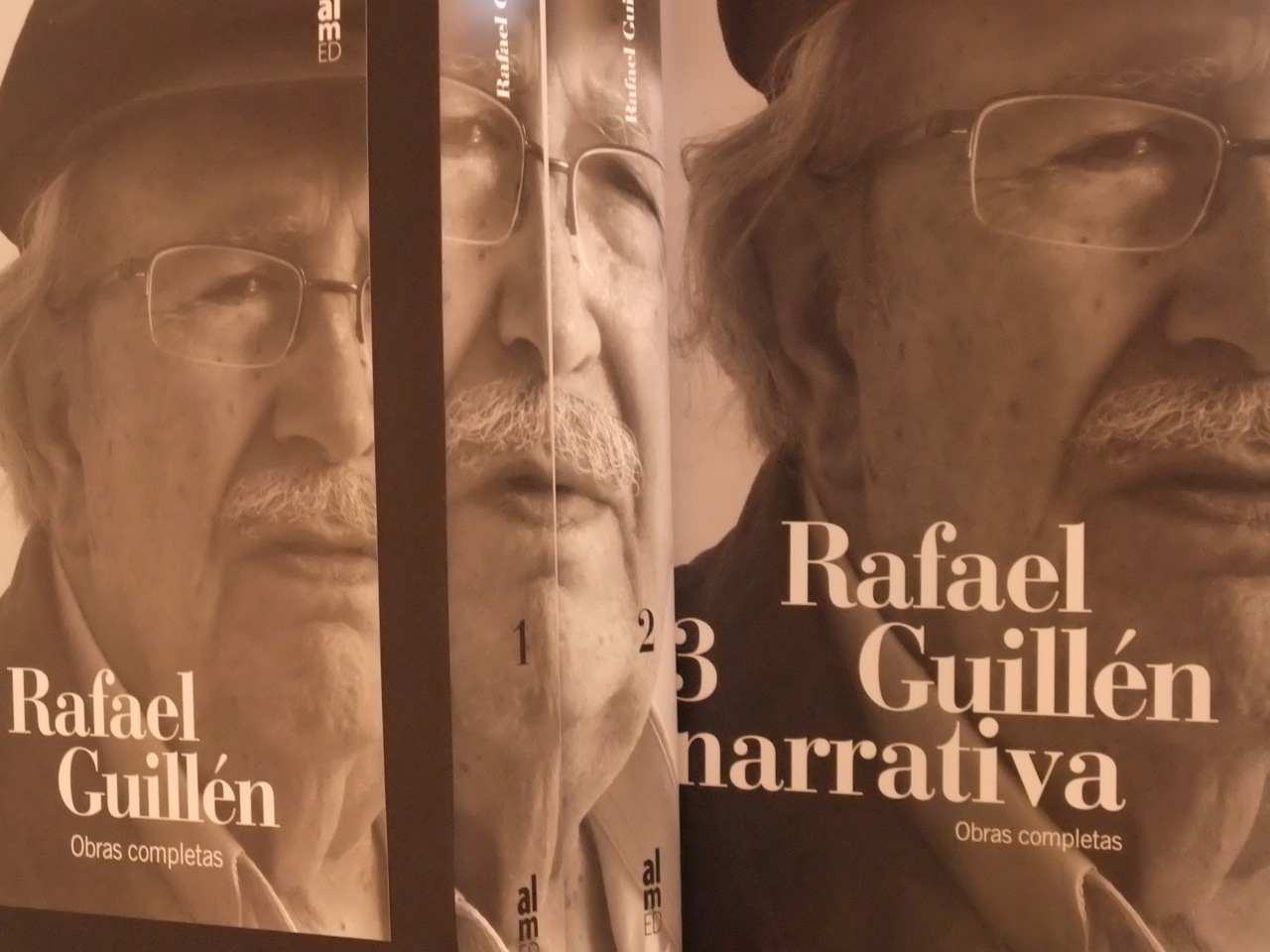
Rafael Guillén effigiato sulle copertine delle sue opere.

Fu uno degli intellettuali più importanti della Generazione del '50.